# Nigrapas
De Nigrapas (Italiaans: Passo Nigra / Duits: Nigerpass) is een bergpas in de Dolomieten in Italië. De pas wordt ook wel Rosengartenstrasse genoemd. Het traject loopt van Tires (Tiers) naar de pashoogte en dan langs de oostflank van het bergmassief van de Catinaccio, beter bekend als Rosengarten, naar het Lago di Carezza (Karersee). De lengte van de route is 14,5 kilometer.
De weg vanuit Tires richting de pas is eerst sterk stijgend met een maximaal hellingspercentage van 17%. Op de beboste pashoogte staat de berghut Rifugio Nigra. De weg verder richting Carezzo al Lago is bochtig, maar relatief vlak. Het uitzicht onderweg op de Rosengarten en de zuidelijk gelegen Latemar is goed, vooral bij zonsondergang als de bergen rood opgloeien.
Carezza al Lago is een belangrijk toeristenoord met grote hotels, een golfbaan en een bergbaan naar het Rifugio Paolina op 2126 meter hoogte. Enkele kilometers ten oosten van de plaats ligt de Costalungapas, in het Duits Karerpass genoemd.